# Badische Revolutionsregierung (1849)
Die Badische Revolutionsregierung  übte in der dritten Erhebung der Badischen Revolution vom 14. Mai 1849 bis zum 30. Juni 1849 die Regierungsgewalt in Teilen des Landes Baden aus.
Nach der Meuterei der badischen Truppen in Rastatt am 12. Mai 1849 und in Karlsruhe am 13. Mai 1849 flohen Großherzog Leopold und die Regierung Hoffmann außer Landes. Die Macht ging damit de facto am 14. Mai an den Landesausschuss der Volksvereine über.

## Die Landesregierung

### Exekutivkommission des Landesausschusses vom 15. Mai bis zum 1. Juni 1849
Der Landesausschuss der Volksvereine hatte 28 Mitglieder und bestimmte in seiner Sitzung vom 15. Mai in Karlsruhe eine Exekutivkommission.
| Amt          | Name                                                                             |
| ------------ | -------------------------------------------------------------------------------- |
| Vorsitzender | Lorenz Brentano                                                                  |
| Finanzen     | Amand Goegg                                                                      |
| Justiz       | Joseph Ignatz Peter                                                              |
| Krieg        | Karl Eichfeld vom 14. Mai 1849 bis zum 26. Mai 1849; Stellvertreter August Mersy |
| Krieg        | Franz Sigel vom 26. Mai 1849 bis zum 13. Juni 1849                               |

### Provisorische Regierung vom 1. Juni bis zum 13. Juni 1849
Aufgrund der kritischen militärischen Lage wollte der Landesausschuss (28 Mitglieder) ein schlagkräftiges kleineres Gremium und wählte am 1. Juni eine provisorische Regierung. Brentano, Goegg, Sigel und Peter behielten ihre Ministerämter.
Als weiteres Regierungsmitglied wurde Joseph Fickler zum Leiter des Außenministeriums bestellt. Er wurde jedoch bereits am 3. Juni in Stuttgart gefangen genommen und auf die Festung Hohenasperg gebracht. In Stuttgart sollte Fickler eine Verbindung der badischen Revolutionspartei zum württembergischen Volk und Militär herbeiführen.

### Provisorische Regierung mit diktatorischer Gewalt vom 13. Juni bis Ende Juni 1849
Am 13. Juni beschloss die Badische verfassunggebende Versammlung von 1849 in ihrer fünften öffentlichen Arbeitssitzung in Karlsruhe:

1. „es wird eine provisorische Regierung von 3 Mitgliedern mit dictatorischer Gewalt ernannt;
2. die constituirende Versammlung kann die diesen 3 Männern übertragene Gewalt jederzeit zurücknehmen;
3. nach niedergelegter Gewalt sind die Mitglieder der provisorischen Regierung der constituirenden Versammlung für ihre Handlungen Rechenschaft schuldig.“

Bei der Wahl waren 57 der 74 gewählten Abgeordneten vertreten. Von den 171 abgegebenen Stimmen entfielen in geheimer Wahl 55 auf Lorenz Brentano, 47 auf Amand Goegg und 34 auf Maximilian Werner. Dies war die erste deutsche Regierung, die von einer gewählten Volksvertretung gewählt wurde.
In seiner 7. öffentlichen Sitzung am 15. Juni definierte die Versammlung die Rechte der provisorischen Regierung wie folgt:
- provisorische Gesetze zu erlassen und zu suspendieren,
- Minister zu ernennen. Dieses Recht sollte aber nur dem Mitglied der Diktatur zustehen, das die meisten Stimmen bei der Wahl erhalten hatte.
- Beamte zu ernennen,
- über die Staatsgelder zu verfügen,
- Begnadigungen auszusprechen;
- sie hatte die oberste Militärgewalt und
- vertrat das Land nach außen.[5]

Damit wurde Lorenz Brentano zum eigentlichen Diktator, da er die meisten Stimmen erhalten hatte.
| Amt                                     | Name |
| --------------------------------------- | --- |
| von der Versammlung gewählte Diktatoren | |
| Vorsitzender und Justiz                 | Lorenz Brentano Rücktritt am 28. Juni 1849; die Versammlung wählte in einer Geheimsitzung am 28. Juni als dritten Diktator den Abgeordneten Christian Friedrich Kiefer, der nach Bedenkzeit die Wahl ablehnte |
| ohne Ressort                            | Amand Goegg |
| Krieg                                   | Maximilian Werner |
| von Brentano ernannte Minister          | |
| Inneres                                 | Florian Mördes |
| Finanzen                                | Karl Friedrich Heunisch der zuerst ernannte Carl Mez nahm seine Ernennung nicht an |
| Äusseres                                | Wilhelm Sachs nahm seine Ernennung nicht an; die Position blieb vakant |

Ende Juni 1849 musste sich die provisorische Regierung nach der Niederlage im Gefecht bei Waghäusel am 21. Juni 1849 vor dem Vormarsch der preußischen Interventionstruppen zunächst von Karlsruhe nach Freiburg zurückziehen. Der Rückzug wurde unter dem militärischen Oberbefehl von General Ludwik Mierosławski durchgeführt. Als am 28. Juni die verfassunggebende Versammlung in Freiburg beschloss, den „Krieg gegen die Feinde der deutschen Einheit und Freiheit … mit allen zu Gebote stehenden Mitteln“ fortzusetzen, trat Brentano als Regierungschef zurück und Amand Goegg organisierte gemeinsam mit Kriegsminister Maximilian Werner die Fortsetzung der „provisorischen Regierung von Baden mit diktatorischer Gewalt“.  Am 12. Juli 1849 überquerte Goegg bei Konstanz die Grenze zur Schweiz und bat für sich und die Truppe um Asyl. Somit verblieb Maximilian Werner als letztes Mitglied der Revolutionsregierung im Land und führte schließlich seinerseits die Reste der badischen Truppen in die Schweiz, sofern sie nicht zur belagerten 6000-Mann-Besatzung der Festung Rastatt unter  dem Befehl von Gustav Tiedemann gehörten. Rastatt musste am 23. Juli 1849 auf Gnade und Ungnade vor der preußischen Übermacht kapitulieren.

## Die Revolutionsregierung auf den unteren Verwaltungsebenen
Der Landesausschuss der Volksvereine setzte für jeden der vier Kreise einen Ober-Kommissär und für jeden Amtsbezirk einen Civil-Kommissär ein. Diese Personen sollten für die Umsetzung der Beschlüsse der Volksversammlung und des Landesausschusses sorgen. Im ersten Schritt sollte insbesondere die Vereidigung der Beamten auf die neue Regierung erfolgen und Beamte, die den Eid verweigerten, sollten aus ihrem Amt entfernt werden.